# Museo Archeologico Nazionale di Vibo Valentia
Il Museo archeologico nazionale di Vibo Valentia o Museo archeologico statale “Vito Capialbi” si trova nel Castello Normanno-Svevo di Vibo Valentia.
Dal dicembre 2014 il Ministero per i beni e le attività culturali lo gestisce tramite il Polo museale della Calabria, nel dicembre 2019 divenuto Direzione regionale Musei.

## Storia
Nonostante il castello venga detto Normanno-Svevo, la sua prima fase costruttiva non risale ai tempi di Ruggero I come è tramandato dalle tradizioni popolari, ma all'epoca di Federico II; venne ampliato sempre nel XIII secolo dagli Angioini. Nel '500 subì qualche leggera modifica per l'adattamento a residenza. Danneggiato da un terremoto alla fine del XVIII secolo, venne utilizzato come prigione. Dal 1969 ospita il Museo archeologico statale, intitolato al conte Vito Capialbi, che nel XIX secolo fu studioso e archeologo della zona.
L'allestimento attuale segue un ordine cronologico e topografico e comprende materiali provenienti dalla città e dalle zone archeologiche nei dintorni, arricchite da alcune collezioni otto-novecentesche donate da studiosi locali.

## Descrizione
Il museo è diviso in quattro sezioni principali: reperti da edifici sacri, da necropoli, da collezioni private e i materiali d'età romana.
L'esposizione ha inizio con oggetti di età protostorica, frutto di scavi nella zona, come quello di una capanna dell'Enolitico. Figura una spada del XIII secolo a.C., ritrovata fortuitamente presso una tomba del VI secolo a.C. Al primo piano sono esposti reperti dalle quattro aree sacre della città magnogreca di Hipponion, tra cui:
- dalla contrada Scrimbia provengono reperti databili tra la fine del VII e la fine del V secolo a.C., con ceramiche corinzie, rodie e attiche, anche di grandi dimensioni, bacili ed elmi in bronzo, statuette votive e oreficerie di notevole qualità in oro, argento e vario, tra cui orecchini, anelli, fibule, spilloni. Sempre dalla stessa area provengono frammenti architettonici, databili intorno al 550 a.C. di un grande tempio dorico ancora non localizzato.
- da Cofino provengono alcuni pinakes di produzione tipica di Locri Epizefiri e due modellini di tempio in terracotta, ricchi di dettagli.

Il piano inferiore espone reperti provenienti dalle necropoli, databili tra la fine del VII e il IV secolo a.C., tra i quali spicca una laminetta in oro con un'iscrizione in dialetto dorico-ionico che attesta il culto orfico, con consigli per il defunto nell'aldilà. Fu trovata in una tomba di donna databile tra il V e il IV secolo a.C.
Il reperti della necropoli ellenistica di contrada Piercastello testimoniano al presenza dei Bruzi nella zona, e spicca per la presenza di due guerrieri in ceramica provenienti una tomba a camera monumentale della fine del III secolo a.C.

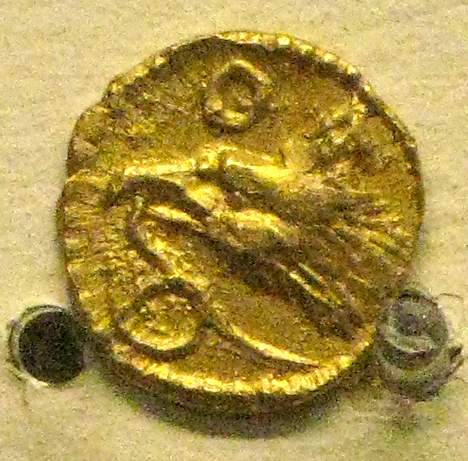
Diobolo aureo di Locri Epizafiri

Tra i nuclei antiquari privati spiccano le ceramiche architettoniche, come le terrecotte arcaiche dal santuario di Scrimbia, le antefisse a palmetta e a maschera silenica e le sime dipinte. Tra la ceramica si trovano lekythoi attiche a figure rosse.
Interessante è il monetiere Capialbi, che contiene alcuni rarissimi aurei locresi.
Nell'ultima sezione, dedicata all'epoca romana, sono custoditi reperti proveniente da Sant'Aloe dove sono state rimesse in luce varie domus e un impianto termale con splendidi mosaici; inoltre poco distante da lì negli anni '70 è venuto alla luce un ripostiglio monetale di 867 monete d'argento Brettie databili alla fine del III secolo a.C. Da questa località provengono anche vasi in terracotta sigillata e statue marmoree, fra le quali spicca un busto di Agrippa, di ottima qualità artistica. Sono presenti anche alcuni corredi sepolcrali di età romana con lucerne dalle decorazioni molto raffinate, contenitori e unguentari in vetro di grande pregio.
Nel cortile è esposto un mosaico del III secolo, ritrovato nei pressi dell'antico porto della città.